# Mahadżanapada

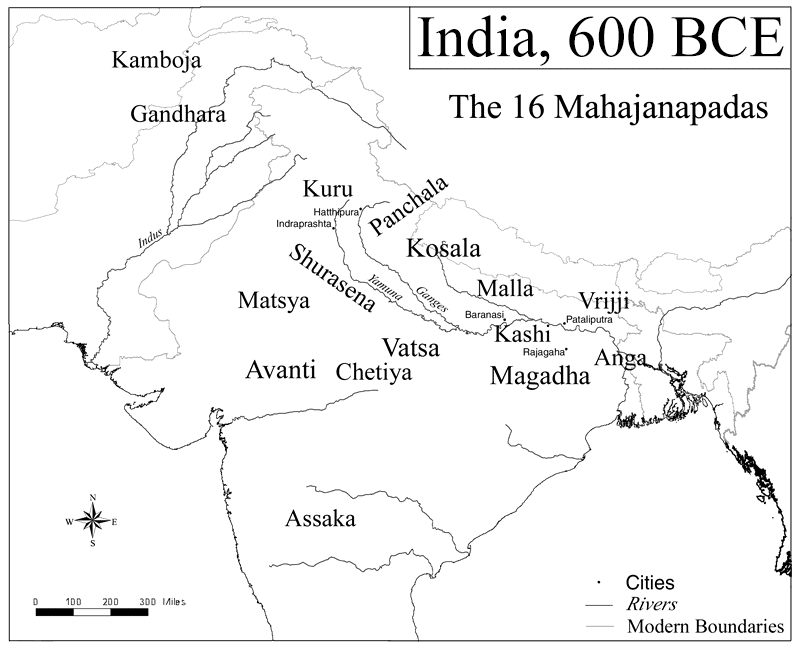
Madhyadesa (północne Indie) z tradycyjnym podziałem na 16 mahadżanapad VI wieku p.n.e.

Mahadżanapada (sanskryt: महाजनपद, maha wielkie, dżanapada terytorium) – termin używany na określenie wczesnych państw indyjskich, powstałych w północnej części subkontynentu ok. połowy I tysiąclecia p.n.e.
Na początku V wieku p.n.e. wraz z rozwojem nowych ruchów religijnych (buddyzmu i dżinizmu) pojawiła się obszerna literatura, odnosząca się również pośrednio do wydarzeń politycznych epoki. Daje ona interesujący obraz tworzenia się pierwszych dużych państwowości, z których podłączenia pod koniec następnego stulecia wyrosło słynne imperium Mauriów.

## Źródła
| Lp. | Państwo   | Współczesna lokalizacja    |
| --- | --------- | -------------------------- |
| 1   | Anga      | Bengal                     |
| 2   | Magadha   | Bihar południowy           |
| 3   | Kasi      | Benares                    |
| 4   | Kosala    | Oudh                       |
| 5   | Wrydżdżi  | Bihar północny             |
| 6   | Maila     | Gorakhpur                  |
| 7   | Czedi     | Bundelkhand                |
| 8   | Watsa     | Allahabad                  |
| 9   | Kuru      | Thanesar, Delhi, Meerut    |
| 10  | Pańczala  | Rohilkhand, Doab centralny |
| 11  | Matsja    | Dżajpur                    |
| 12  | Siurasena | Mathura                    |
| 13  | Aśmaka    | Nizam                      |
| 14  | Awanti    | Malwa i Nimar              |
| 15  | Gandhara  | Peszawar i Rawalpindi      |
| 16  | Kambodża  | Kaszmir i Nurestan         |

Literatura bramińska, a za nią buddyjska przyjmowała tradycyjny, na poły mityczny podział Indii na pięć obszarów (regionów). Większość znamy tylko z nazwy, ale jedna z nich Madhyadesa (kraina środka), ze względu na fakt, iż była bezpośrednim terenem dynamicznego rozwoju nowych religii, została przedstawiona dosyć dokładnie. W rozdziale pt. Mahavagga Khandaki (drugiej księgi Winaji) znajduje się pełny opis jej terytorium, pokrywający się z terenami dzisiejszych północnych Indii. Natomiast w księdze pt. Mahāvastu łączonej z Lokottaravādą (jedna ze wczesnych szkół buddyjskich) odnaleźć można wykaz znajdujących się na jej obszarze 16 „dużych krajów” (lub terenów – mahadżanapad), uznawanych współcześnie za historyczne, indyjskie proto-państwa (tabela). 

## Geneza
Wraz ze stopniowym przesuwaniem się Indoariów w kierunku dorzecza Gangesu, w całych północnych Indiach rozpowszechniło się użycie narzędzi żelaznych (pierwsza poł. I tysiąclecia p.n.e.). Ułatwiło to karczowanie dżungli i zwiększenie powierzchni upraw, a użycie żelaznego pługa wpłynęło na ich znaczną intensyfikację. Produkcja nadwyżek żywności prowadziła do wzmożonego rozwoju rzemiosła i handlu. Duży nakład pracy, niezbędny do prawidłowego wzrostu ryżu (nawadnianie pól i osuszanie mokrych plonów), sprzyjał również samoorganizacji. 
Wszystkie te zmiany na przestrzeni kilku stuleci skutkowały ewolucją starych struktur rodowych i prowadziły do istotnych zmian w systemie sprawowania władzy. Naturalna w zaistniałej sytuacji centralizacja i powstanie rodowej arystokracji (dysponującej nadwyżkami) miały decydujący wpływ na uformowanie się wczesnych monarchii. Bardzo szybko zaczęły one rywalizować między sobą i starymi „republikami” o poszerzenie stref wpływów. Te drugie znajdowały się głównie w północno-wschodniej części Indii i były państwami o tradycyjnej formie rządów, z obieralnymi władcami oraz silną pozycją zgromadzenia. Największym z nich była konfederacja Wrydżdżich (sanskryt वज्जि lub वृजि), którą tworzyły ludy miejscowe w niewielkim stopniu przemieszane z Indoariami. Jedną z takich republik było także rodzinne miasto-państwo Gautamy Buddy Kapilawsztu (sanskryt कपिलवस्तु).

## Historia

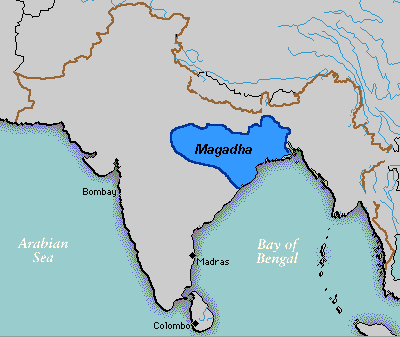
Magadha ok. V wieku p.n.e.

Najstarszą i początkowo najpotężniejszą z Mahadżanapad było państwo Kasi (sanskryt काशी), a jego stolica Benares miała być najważniejszym miastem w Indiach (Guttila Jataka 243, Mahavagga X.2.3). Źródła buddyjskie wspominają o licznych wojnach jakie prowadzili władcy Kasi, skutkujących nawet czasową aneksją innego z „wielkich terytoriów” Kosali (sanskryt कोशल), w czasach rządów niejakiego Brahmadattasa (Brahaehatta Jataka 336, Kunala Jataka 536). 
Królestwo Kosala, którego granice zostały opisane w znacznie późniejszej Ramajanie (II 49 i 50), a które pokrywają się z dzisiejszym Oudh w stanie Uttar Pradesh, dominowało z kolei nad wspomnianym Kapilawasztu plemienia Siakjów. W jednej z sutr Budda wspomina o tym bardzo wyraźnie nazywając Siakjów mieszkańcami Kosala (Sutta Nipaya III.18-19). Królestwo to w wyniku dynastycznych koligacji zostało ostatecznie wchłonięte przez najdynamiczniej rozwijające się królestwo Magadha (sanskryt मगध).
Magadha było początkowo małym państwem, pozostającym w ciągłej rywalizacji z sąsiednim Anga (sanskryt अंग), o czym wyraźnie wspomina Campeyya Jataka (506). Po raz pierwszy wymieniona została w znacznie starszej od przekazów buddyjskich Atharwawedzie (V.22.14). Położona na peryferiach Magadha uniknęła wpływów indoaryjskich, a jej władcy stworzyli najbardziej scentralizowany i autokratyczny system rządów. Około roku 543 p.n.e. tron Magadhy zajął niejaki Bimbisara, którego żonami były córki władców sąsiednich krain, wśród nich króla Kosali. Po 50 latach rządów Bimbisara został zamordowany przez własnego syna Adźatasatru, który zaczął prowadzić politykę zorientowaną na ekspansję i w czasach Buddy dokonał inwazji na tereny pomiędzy Gangesem a Himalajami. Jego głównym przeciwnikiem okazała się konfederacja Wrydżdżich, którą pokonał kilka lat po śmierci Siakjamuniego. Na ok. 403 p.n.e. tradycja datuje wstąpienie na tron Magadhy Mahapadmy Nandy, który dał początek rządzącej do roku 323 p.n.e. dynastii. Po jej upadku tron przejął słynny Ćandragupta Maurja.

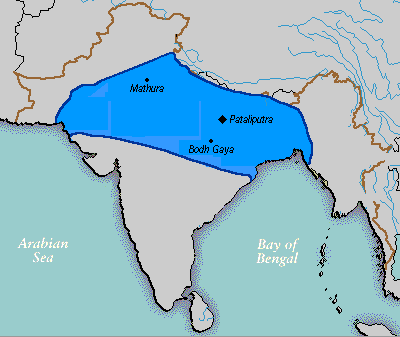
Imperium Nandów ok. 323 p.n.e.

Zapisy źródłowe dotyczące państwa Anga są dosyć skromne, niemniej wynika z nich, że jego stolicą było kupieckie miasto Czampa (Campā lub Kālacampā, Maha-Janaka Jataka 539) - jedno z sześciu wielkich miast Indii (Mahaparanibbana Sutta V.41), z którego prowadzono handel z półlegendarnym Suwannaphum (dzisiejsza Indonezja lub Malezja).
Konfederacja Wrydżdżich (lub Wadżdżich) grupowała położone na północnym wschodzie republiki. W jej skład wchodziło osiem państw: Liććhawich, Mallów, Sakjów, Kolijów, Widehów, Najów, Morijów i Wrydżdżich. Stolicą konfederacji miało być miasto Wesali, które opisane zostało w Ekapanna Jatace (149). Podbój zunifikowanych plemion, jakiego dokonał władca Magadhy nie oznaczał jednak ich całkowitej dezintegracji. O Liććhawich głośno było jeszcze w IV wieku n.e., a w VII wieku n.e. słynny buddyjski mnich Xuanzang pielgrzymujący z Chin do Indii, w swoich Zapiskach z podróży po krajach zachodnich użył nazwy Wrydżdżi (弗栗恃, Fulishi) i Wesali (吠舍厘, Feisheli) do opisania krain leżących na południe od Nepalu.
Pozostałe z wymienionych krain, pomimo tego że wielokrotnie wzmiankowane w źródłach, nie odegrały w historii północnych Indii znaczącej roli.